# Forum parlementaire indien multipartite pour le Tibet
Le Forum parlementaire indien multipartite pour le Tibet (anglais : All-Party Indian Parliamentary Forum for Tibet, APIPFT) est fondé en 1970. C'est le premier groupe parlementaire créé dans le monde sur le problème du Tibet.

## Historique
Les parlementaires indiens se mobilisent depuis l'invasion du Tibet par la Chine. Les partis d'opposition au Parti du Congrès, exception faite du parti communiste d'Inde ont régulièrement défendu la cause tibétaine dans le cadre parlementaire à la Lok Sabha et à la Rajya Sabha. S. P. Mookerjee et V. G. Deshpande (en) du Hindu Mahasabha ou J. B. Kripalani (en) du Praja Socialist Party (en) et des membres du Parti du Congrès comme Sardar Patel se sont mobilisés.
Cette mobilisation est formalisée par le congrès "All Indian Tibet Convention" présidée par Jayaprakash Narayan à Calcutta le 3 juin 1959 et les 9, 10 et 11 avril 1960 débouchant sur la création du groupe de soutien aux Tibétains Indian Parliamentary Committee for Tibet, renommé All-Party Indian Parliamentary Forum for Tibet, dont M. C. Chagla (en) et Balraj Madhok (en) sont les membres fondateurs les plus connus du groupe fondé en 1970,.
Par la suite, les députés indiens ont soutenu le plan de paix en cinq points pour le Tibet du dalaï-lama et présentés un mémorandum au président de la Lok Sabha en 1988 insistant sur leur soutien et ont écrit une lettre au premier ministre Li Peng en 1989.
Le 6 mai 2002, l'APIPFT est reformé par 30 députés présidé par T. N. Chaturvedi (en), coprésidé par Satyavrat Chaturvedi (en) de la Lok Sabha et Bashistha Narain Singh (en) de la Rajya Sabha, de façon similaire aux autres groupes parlementaires de soutien au Tibet dans le monde.
A l'initiative des parlementaires indiens, la 1er "World Parliamentarian's Convention on Tibet" se tient à New Delhi du 18 au 20 mars 1994 organisé par l'APIPFT sous les auspices de George Fernandes et Mohan Singh (en). Elle met en place un plan d'action demandant aux parlementaires présents d'interpeler leurs gouvernements sur le Tibet, de former des groupes de soutien au Tibet dans les parlements et de créer un réseau international de parlementaires pour coordonner les actions sur le Tibet.
Le Forum parlementaire indien multipartite pour le Tibet (APIPFT) a été relancé en 2021 avec succès après une campagne d'une délégation parlementaire tibétaine dirigée par Khenpo Sonam Tenphel et composée de Serta Tsultrim, Guéshé Lharampa Gowo Lobsang Phende, Lhagyari Namgyal Dolkar, Guéshé Atong Rinchen Gyaltsen et Choedak Gyatso qui a contacté 38 législateurs. Le 22 décembre 2021, Sujeet Kumar (politician) (en) a été nommé à l'unanimité président du Forum parlementaire indien multipartite pour le Tibet.
Le 7 août 2024, Bhartruhari Mahtab (en) et Tapir Gao deviennent les nouveaux président et co-président du Forum parlementaire indien multipartite pour le Tibet.